# Малиновка (Торопецкий район)
Малиновка — деревня в Торопецком районе Тверской области в Плоскошском сельском поселении.

## География
Расположена примерно в 5 километрах к юго-востоку от села Волок на реке Серёжа.

## Население
Население по переписи 2002 года — 12 человек.